# Ulf Karkoschka
Ulf Karkoschka (ur. 20 czerwca 1973) – niemiecki biathlonista. Największe sukcesy odnosił w mistrzostwach Europy, na których zdobył siedem medali. Czterokrotnie stał na najwyższym stopniu podium (za bieg sztafetowy), dwukrotnie zdobywał srebro (w biegu indywidualnym), a raz brąz (w sztafecie).

## Osiągnięcia

### Puchar Świata
| Sezon     | Miejsce |
| --------- | ------- |
| 1995/1996 | 69.     |